# The Best of Ricky Martin
The Best of Ricky Martin è l'ottavo album del cantante portoricano Ricky Martin pubblicato nel 2001, ed il suo secondo greatest hits.

## Tracce
1. "Livin' la vida loca"
2. "(Un, dos, tres) María (Pablo Flores Spanglish Radio Edit)"
3. "She Bangs"
4. "Private Emotion" - Performed by Ricky Martin & Meja
5. "Amor (New Remix by Salaam Remi)"
6. "The Cup Of Life (La Copa De La Vida)" - (The Official Song Of The World Cup, France '98) (Original English Version)
7. "Nobody Wants to Be Lonely" - Performed by Ricky Martin & Christina Aguilera
8. "Spanish Eyes/Lola, Lola" (Music From "One Night Only" Video)
9. "She's All I Ever Had"
10. "Come To Me"
11. "Amor (New Remix by Jonathan Peters)"
12. "Loaded (George Noriega Radio Edit)"
13. "Shake Your Bon-Bon"
14. "Be Careful (Cuidado Con Mi Corazón)" - Performed by Ricky Martin & Madonna

## Classifiche
| Paese            | Posizione raggiunta |
| ---------------- | ------------------- |
| Australia        | 25                  |
| Austria          | 39                  |
| Belgio (Fiandre) | 48                  |
| Danimarca        | 7                   |
| Finlandia        | 17                  |
| Germania         | 29                  |
| Italia           | 12                  |
| Paesi Bassi      | 12                  |
| Regno Unito      | 42                  |
| Svizzera         | 26                  |